# Leonard Davis
Leonard Barnett Davis (Wortham, 5 settembre 1978) è un giocatore di football americano statunitense che gioca nel ruolo di guardia per i San Francisco 49ers della National Football League (NFL).

## Carriera professionistica

### Arizona Cardinals
Stagione 2001
Preso come 2ª scelta assoluta dagli Arizona Cardinals. Ha giocato 16 partite tutte da titolare.
Stagione 2002
Ha giocato 15 partite tutte da titolare.
Stagione 2003
Ha giocato 14 partite tutte da titolare.
Stagione 2004
Ha giocato 15 partite tutte da titolare.
Stagione 2005
Ha giocato 15 partite tutte da titolare.
Stagione 2006
Ha giocato 16 partite tutte da titolare.

### Dallas Cowboys
Stagione 2007
Ha giocato 16 partite tutte da titolare.
Stagione 2008
Ha giocato 16 partite tutte da titolare.
Stagione 2009
Ha giocato 16 partite tutte da titolare.
Stagione 2010

### Detroit Lions
È passato ai Lions l'11 novembre 2011, rimanendovi una sola annata.

### San Francisco 49ers
Nel luglio 2012, Davis ha firmato un contratto annuale coi San Francisco 49ers.

## Vittorie e premi
(3) Pro Bowl (2007, 2008, 2009)
(1) First-Team All-Pro (2007)